# Gözlükuyu, Aksaray
Gözlükuyu là một xã thuộc huyện Aksaray, tỉnh Aksaray, Thổ Nhĩ Kỳ. Dân số thời điểm năm 2010 là 1.18 người.